# Великоновосілківський район
Великоновосілкі́вський райо́н — колишня адміністративно-територіальна одиниця Донецької області з центром у смт Велика Новосілка. 2020 року територія району ввійшла до складу Волноваського району. Був розташований у південно-західній частині області. Утворено район 7 березня 1923 року. Населення району становило 41 073 осіб (на 1.08.2013). Площа району — 1,9 тис. км².

## Загальні відомості
Межує на півночі з Покровським районом Донецької області, на північному заході — з Дніпропетровською областю, на південному заході — із Запорізькою областю, на сході — з Мар'їнським районом Донецької області, на південному сході — з Волноваським районом Донецької області.
Дата заснування району — 7 березня 1923 року. 10 жовтня 1959 року район збільшено шляхом об'єднання зі Старомлинівським районом.
Першими та найстарішими населеними пунктами на території району стали села Андріївка та Олексіївка, які були засновані в 1660 році запорожцями. У XVIII—XIX століттях виникла більшість великих селищ та сіл району: Комар, Костянтинопіль, Багатир, Улакли, Великий Янісоль (Велика Новосілка). Нинішнє смт Велика Новосілка засноване у 1779 році греками-переселенцями з Криму.
Між Великоновосілківським районом та обласним центром Донецьком відстань 90 км. Площа району — 190130 га, в тому числі сільгоспугідь — 172240 га. Кількість населення на 01.01.2007 — 45 тисяч осіб.
Площа с/г угідь — 171,9 тисяч га, з них: в державній власності — 44,1 тисяч га, в приватній — 127,8 тисяч га.
Населених пунктів: селище міського типу — 1 — смт Велика Новосілка (до 1946 року — Великий Янісоль), засноване в 1779 році греками-переселенцями з Криму. 51 село, селищ — 15.

## Адміністративний устрій
Адміністративно-територіально район поділяється на 1 селищну раду та 16 сільських рад, які об'єднують 67 населених пунктів та підпорядковані Великоновосілківській районній раді. Адміністративний центр — селище міського типу Велика Новосілка.

## Населення
Населення району — 44,3 тисяч осіб в тому числі міського 6,6 тисяч осіб, сільського 37,7 тисяч осіб. За статтю: чоловіки — 46,6 %, жінки — 53,4 %.
Розподіл населення за віком та статтю (2001)
| Стать | Всього | До 15 років | 15-24 | 25-44 | 45-64 | 65-85 | Понад 85 |
| --- | ------ | ----------- | ----- | ----- | ----- | ----- | -------- |
| Чоловіки | 23 011 | 4226        | 3188  | 6445  | 5947  | 3064  | 141      |
| Жінки | 26 304 | 4066        | 2918  | 6364  | 7022  | 5358  | 576      |
| \| Статево-вікова піраміда \| Статево-вікова піраміда \| Статево-вікова піраміда \| \| ----------------------- \| ----------------------- \| ----------------------- \| \| Чоловіки \| Вік \| Жінки \| \| 141 \| 85 + \| 576 \| \| 157 \| 80-84 \| 546 \| \| 516 \| 75-79 \| 1364 \| \| 1330 \| 70-74 \| 2037 \| \| 1061 \| 65-69 \| 1411 \| \| 1872 \| 60-64 \| 2537 \| \| 899 \| 55-59 \| 1162 \| \| 1430 \| 50-54 \| 1585 \| \| 1746 \| 45-49 \| 1738 \| \| 1766 \| 40-44 \| 1744 \| \| 1677 \| 35-39 \| 1598 \| \| 1508 \| 30-34 \| 1520 \| \| 1494 \| 25-29 \| 1502 \| \| 1463 \| 20-24 \| 1397 \| \| 1725 \| 15-20 \| 1521 \| \| 1770 \| 10-14 \| 1724 \| \| 1420 \| 5-9 \| 1298 \| \| 1036 \| 0-4 \| 1044 \| |        |             |       |       |       |       |          |
| Статево-вікова піраміда |        |             |       |       |       |       |          |
| Чоловіки | Вік    | Жінки       |       |       |       |       |          |
| 141 | 85 +   | 576         |       |       |       |       |          |
| 157 | 80-84  | 546         |       |       |       |       |          |
| 516 | 75-79  | 1364        |       |       |       |       |          |
| 1330 | 70-74  | 2037        |       |       |       |       |          |
| 1061 | 65-69  | 1411        |       |       |       |       |          |
| 1872 | 60-64  | 2537        |       |       |       |       |          |
| 899 | 55-59  | 1162        |       |       |       |       |          |
| 1430 | 50-54  | 1585        |       |       |       |       |          |
| 1746 | 45-49  | 1738        |       |       |       |       |          |
| 1766 | 40-44  | 1744        |       |       |       |       |          |
| 1677 | 35-39  | 1598        |       |       |       |       |          |
| 1508 | 30-34  | 1520        |       |       |       |       |          |
| 1494 | 25-29  | 1502        |       |       |       |       |          |
| 1463 | 20-24  | 1397        |       |       |       |       |          |
| 1725 | 15-20  | 1521        |       |       |       |       |          |
| 1770 | 10-14  | 1724        |       |       |       |       |          |
| 1420 | 5-9    | 1298        |       |       |       |       |          |
| 1036 | 0-4    | 1044        |       |       |       |       |          |

Національний склад населення району за переписом 2001 року
|          | чисельність | частка |
| українці | 31 850      | 64,6   |
| греки    | 9 730       | 19,7   |
| росіяни  | 6 568       | 13,3   |
| білоруси | 240         | 0,5    |
| турки    | 168         | 0,3    |

Етномовний склад сільських та міських рад району (рідна мова населення) за переписом 2001 року, %
|                             | українська | російська | грецька | вірменська |
| Великоновосілківський район | 50,3       | 47,4      | 1,4     | 0,1        |
| --------------------------- | ---------- | --------- | ------- | ---------- |
| смт Велика Новосілка        | 17,1       | 81,8      | 0,9     | 0,1        |
| Андріївська сільрада        | 92,2       | 7,1       |         | 0,4        |
| Багатирська сільрада        | 45,8       | 53,3      | 0,7     |            |
| Євгенівська сільрада        | 92,0       | 8,0       |         |            |
| Зеленопільська сільрада     | 86,6       | 12,0      |         |            |
| Іскрівська сільрада         | 91,8       | 7,9       | 0,1     | 0,1        |
| Комарська сільрада          | 33,6       | 61,3      | 4,9     | 0,1        |
| Костянтинопільська сільрада | 17,5       | 71,1      | 3,4     |            |
| Краснополянська сільрада    | 12,4       | 80,3      | 7,1     |            |
| Новопетриківська сільрада   | 90,4       | 9,6       | 0,0     |            |
| Керменчицька сільрада       | 75,2       | 24,8      | 0,1     |            |
| Піддубенська сільрада       | 69,2       | 27,9      | 0,1     |            |
| Роздольненська сільрада     | 37,7       | 61,4      |         | 0,7        |
| Старомайорська сільрада     | 62,8       | 36,9      | 0,0     | 0,1        |
| Старомлинівська сільрада    | 32,9       | 65,7      | 0,6     | 0,2        |
| Шахтарська сільрада         | 84,8       | 15,1      |         |            |
| Шевченківська сільрада      | 87,8       | 11,8      | 0,1     | 0,0        |

## Пам'ятки

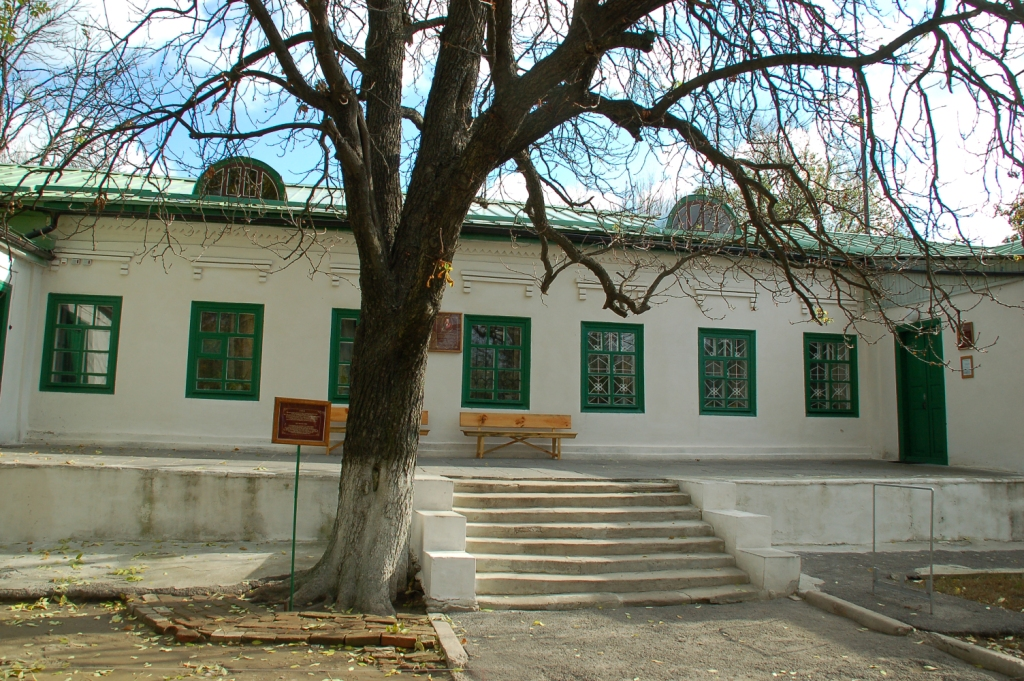
Музей-садиба В. І. Немировича-Данченка. Село Нескучне

Одним із пам'ятників історії національного значення на Донеччині є меморіальний музей-садиба Немировича-Данченка в селі Нескучне.
Меморіальний музей-садиба ім. В. І. Немировича-Данченка заснований у 1992 році рішенням Донецької обласної ради народних депутатів, як відділ Донецького обласного краєзнавчого музею. Садиба заснована в 50-х роках XIX століття та пов'язана з життям і діяльністю видатного педагога й просвітника, земського діяча барона М. О. Корфа (до 1883 р.) та його зятя Володимира Івановича Немировича-Данченка, всесвітньовідомого театрального діяча, засновника Московського художнього театру, народного артиста СРСР (з 1886 до 1917 рр.).
Створення і відкриття постійної композиції здійснено за підтримки Олега Миколайовича Єфремова, народного артиста СРСР, художнього керівника Московського художнього театру ім. А. П. Чехова та родини Василя Миколайовича Немировича-Данченка (онука В. І. Немировича-Данченка).

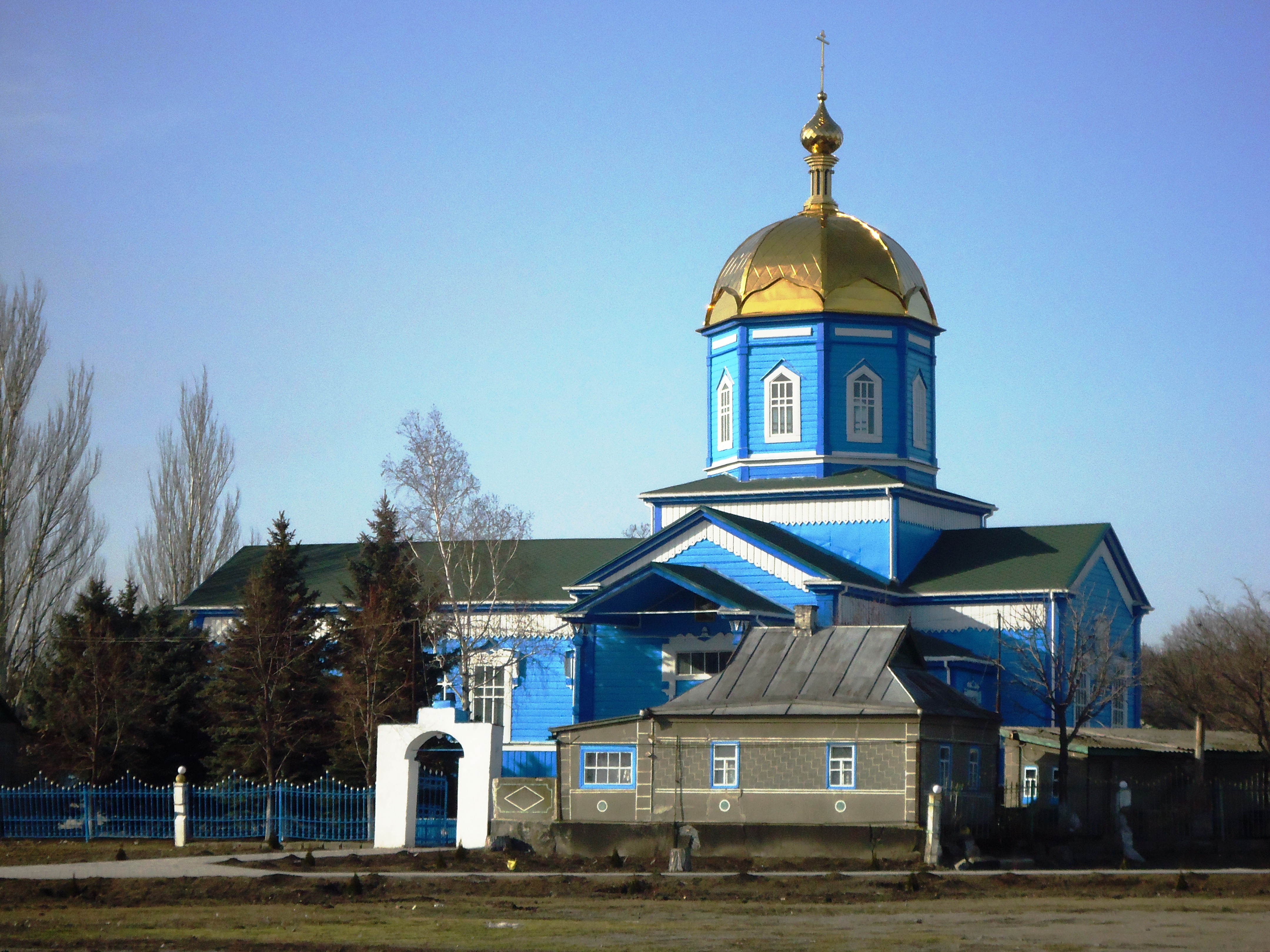
Церква Різдва Пресвятої Богородиці. Село Андріївка

Ще однією значущою пам'яткою архітектури в районі є Церква Різдва Пресвятої Богородиці, яка розташована в селі Андріївка Великоновосілківського району.
Була збудована у 1795 році. Будівля церкви розташована на узвишші села, навкруги у радіусі 100 метрів територія вільна від забудови.
На вигляд церква — однобанна дерев'яна будівля розміром 10*30 м. з допоміжними спорудами. Внутрішнє оздоблення церкви — фрески по штукатурці, різний іконостас, декоративна люстра, розпис.

### «Братська могила учасників громадянської війни, підпільника і Радянських воїнів»
смт Велика Новосілка, вул. Центральна
- Рішення виконкому Донецької обласної Ради депутатів трудящих від 17 грудня 1969 р. № 724 1 грудня 1918 р. у с. Великий Янісоль був обраний волосну Раду селянських депутатів, створений Військово-Революційний комітет з керівництва повстанськими загонами. У січні 1919 р. ці загони були перетворені у 8-й Радянський інтернаціональний полк 2-ї бригади 3-ї Задніпровської дивізії. В 1918—1920 рр. полк брав активну участь у боротьбі проти білогвардійців, денікінців, махновців. У боротьбі за встановлення радянської влади загинули бійці полку Чермалих О. В., Маліч В. Ф., Балабан П. І., Халабузарь П. І. та ін
У роки тимчасової нацистської окупації у Великому Янісолі діяла підпільна комсомольсько-молодіжна група. Наприкінці травня 1942 р. майже всі її члени були заарештовані. 3 червня 1942 р., напередодні розстрілу, троє підпільників здійснили втечу. Піти з села зміг лише Леонід Тимиренко, але і його було піймано у полі і розстріляно.
13 вересня 1943 р. при вигнанні німців із села воїнами 40-ї гвардійської стрілецької дивізії (командир-Герой Радянського Союзу, гвардії полковник Козак Д. В.) з 31-го гвардійського стрілецького корпусу генерал-майора Утвенка А. І. та 65-ї танкової бригади полковника Шевченко А. М. з 11-го танкового корпусу генерал-майора танкових військ Радкевича Н. Н., загинули 13 воїнів, серед них командир дивізії Козак Д. В. (похований в р. Донецьк), гвардії підполковник Чумаков П. Я., гвардії майор Баталін Н. Р.
У березні 1959 р. і травні 1966 р. останки загиблих були поховані в одну братську могилу.
У 1966 р. встановлені меморіальні плити.

### «Братська могила підпільників, в якій похований Герой Радянського Союзу Бєлогуров»,
смт Велика Новосілка, вул. Азовська
- Рішення виконкому Донецької обласної Ради депутатів трудящих від 17 грудня 1969 р. № 724
З листопада 1941 р. в с. Времьевка діяла підпільна комсомольсько-молодіжна група. Організував її Герой Радянського Союзу (удостоєний звання за участь у Радянсько-фінляндській війні 1939—1940 рр.), комуніст, військовий льотчик  А. В. Бєлогуров. (Будучи збитим у вересні 1941 р. в районі Херсона, він втік з німецького полону і дістався до рідного села). Крім нього в групу входили 12 осіб: вчитель Акритов В. Ю., комуніст Р. А. Жуков, комсомольці-сестри Л. Ф. і Ю. Ф. Темиренко, їх брати Л. Ф. Темиренко і Р. Ф. Темиренко, В. К. Дегтяренко, сестри М. К. і Л. К. Дегтяренко, А. В. Мірошниченко, Я. І. Червоненко та В. О. Дерев'янченко.
Учасники групи на конспіративній квартирі у Дегтяренко Віри Михайлівни створювали плани диверсій, слухали повідомлення Радінформбюро, готували листівки, вишивали червоний прапор. Група проводила антифашистську пропаганду, розклеювала листівки, збирали зброю, здійснювала диверсії, мала намір створити великий партизанський загін для збройних дій в тилу ворога.
Але наприкінці травня 1942 р. з допомогою провокаторів, які проникли в групу, підпільникив вислідили і майже всіх заарештовалі.
3 червня 1942 р. після звірячих катувань заарештовані члени групи були розстріляні на околиці с. Великий Янісоль. За втечу з в'язниці одного з підпільників — Леоніда Темиренко — були розстріляні також його батько і мати і Ю. Акрытов, який за завданням підпільників працював в поліції і допоміг Л. Темиренко бігти.
У 1959 р. на місці розстрілу встановлено пам'ятник.

### «Братська могила мирних громадян»
у полі
- перебуває на балансі Старомлинівської сільської ради.
Нацисти захопили с. Старий Керменчик (Старомлинівка) 10 жовтня 1941 року.
5 грудня 1941 р. було заарештовано, а потім розстріляні голова колгоспу «Червона Зоря» Клименко Ю. С., працівник райфінвідділу Делі О. В., колгоспник Хара С. П., Шамдам Я. Х. та ін. Місцем страти стала площа колишнього польового аеродрому.
У лютому-березні 1942 р. тут щодня розстрілювали активістів радянської влади, працівників партійного апарату, міліціонерів, механізаторів, колгоспників.
Після вигнання німців із с. Старий Керменчик (12 вересня 1943 р.) на місці страти було виявлено близько 100 трупів закатованих селян. Встановлені імена 20-ти осіб, серед них: голови колгоспів Клименко Ю. С., Винник В. С., Гончаренко А. В., працівники райкому партії й органів влади, депутати сільської Ради Шамдан Я. Х., Винник Я., Комарів К. І., Тарасенко П. К.
8 вересня 1969 року на місці масових розстрілів відкрито пам'ятник.

### «Могила першого голови волосного виконкому Мавроді Г. А.»
вул. Шевченка
- Рішення виконкому Донецької обласної Ради депутатів трудящих від 5 вересня 1973 року № 18
- знаходиться на балансі СТАРОМЛИНІВСЬКЕ сільської ради.
У листопаді 1917 р в с. Старий Керменчик встановлена радянська влада, створений ревком під керівництвом Тохтамиша В. Ф. До його складу увійшли Авраімов В. Д., Мавроді Г. А., Чельмекчі і ін.
У листопаді 1918 р з жителів навколишніх сіл був створений повстанський загін для боротьби з білими. Командував загоном Тохтамиш В. Ф., комісар - Мавроді Г. А. На початку 1919 р загін видворив з села денікінців. На проведеному в січні 1919 р сході був обраний волосний виконком. До його складу увійшли в основному революційно-настроєні колишні фронтовики. Головою став активний учасник революції Мавроді Г. А. Він же очолив Старокерменчікський районний військово-революційний штаб, який об'єднав повстанські загони навколишніх сіл.
В середині лютого 1919 загони влилися в 9-й Задніпровський Радянський Український піхотний полк 1-ї Задніпровської дивізії. Начальником штабу полку був призначений Мавроді Г. А.
У березні 1919 р полк взяв участь у боях за Маріуполь. В одному з боїв героїчно загинув Мавроді Г. А.
З ініціативи однополчан похований він в рідному селі, в 1961 р на його могилі встановлено пам'ятник.

### «Могила Романченка П. С.»
С. Нескучне, вул. Плисенко
- Рішення виконкому Донецької обласної Ради депутатів трудящих від 17 грудня 1969 р. № 724
У січні 1918 року в селі встановлено радянську владу, було обрано ревком. Його першим головою обрали революційно налаштованого фронтовика Романченко Прокіпа Степановича. Під керівництвом ревкому в селі почалися революційні перетворення: поділена земля, конфісковано і розподілено між селянами майно багатіїв і т. д.
У квітні 1918 р. с. Нескучне окупували австро-німецькі війська. В селі почався терор проти радянських активістів, зокрема в липні 1918 р. був схоплений і розстріляний голова ревкому Романченко П. С.
На могилі в 1938 р. встановлено пам'ятник.

### «Братська могила Радянських військовополонених»
вул. Маяковського
- Рішення виконкому Донецької обласної Ради депутатів трудящих від 17 грудня 1969 р. № 724
- перебуває на балансі Старомлинівської сільської ради.
Захопивши с. Старий Керменчик (Старомлинівка) 10 жовтня 1941 р., німецькі окупанти протягом двох років тероризували і грабували населення. У період окупації на території села нацистами розстріляно близько 100 осіб, більше сотні уродженців села були вивезені на каторжні роботи в Німеччину.
Взимку 1942 р. в приміщенні колишньої школи, розташованої в східній стороні села, гітлерівські окупанти влаштували пересильний концтабір для радянських військовополонених, де постійно перебувало близько 600 осіб. Їх морили голодом, били, а хворих і виснажених тут же розстрілювали, скинули трупи в силосну яму.
Після визволення села Радянськими частинами 12 вересня 1943 р. на території табору були виявлені трупи 250 радянських військовослужбовців. Імена загиблих не встановлені.
На місці поховання у 1955 році встановлено пам'ятник.
На сьогоднішній день первісне монументальна споруда замінено на інше, без відображення в паспортної документації, у зв'язку з чим належить робота з ідентифікації пам'ятника.

### «Пам'ятник В. І. Леніну»
вул. Леніна
Рішення виконкому Донецької обласної Ради депутатів трудящих від 17 грудня 1969 р., № 724 — перебуває на балансі Старомлинівского сільської ради.
Автор пам'ятника невідомий.
У 1949 р. за рішенням Старомлинівського сільської Ради депутатів трудящих в ознаменування 32-ї річниці Великої Жовтневої Соціалістичної революції споруджено пам'ятник засновнику Радянської держави та Комуністичної партії Радянського Союзу в. І. Леніну.

### «Братська могила Радянських воїнів, невідомого солдата і пам'ятник односельчанам»
вул. Першотравнева
- Рішення виконкому Донецької обласної Ради депутатів трудящих від 17 грудня 1969 р. № 724
- перебуває на балансі Старомлинівської сільської ради.
Завершальний етап операції радянських військ з вигнання німецьких військ з Донбасу характеризувався завзятими боями, які довелося вести радянським військам вздовж всієї лінії річки Мокрі Яли.
12 вересня 1943 р. передові частини 12-ї гвардійської кавалерійської дивізії полковника Григоровича в. І. з 5-го гвардійського Донського кавалерійського корпусу генерал-майора Селіванова А. Р. і 301-ї стрілецької дивізії полковника Антонова В. С. з 9-го стрілецького корпусу генерал-майора Рослого В. П., вийшовши до річки біля села Завітне Бажання, почали бій за переправу. Наступ радянських частин наштовхнулося на потужне організоване опір ворога. З підходом до місця бою основних з'єднань радянських військ міць наступу наших частин значно зросла. Ворожа оборона до вечора того ж дня була прорвана. Радянські війська, форсувавши річку, оволоділи населеним пунктом.
В бою загинуло 7 воїнів, похованих у парку. У 1955 р. встановлено пам'ятник. У 1964 р. с. Вдале братську могилу перенесено прах невідомого солдата.
50 жителів села віддали своє життя в боях німецько-радянської війни, серед яких: Андрющенко Ф. М., загинув в 1942 р. при обороні Севастополя; Бондаренко В. Е., загинув 10 січня 1943 р. під Сталінградом.
Імена полеглих односельців увічнені на стелі.
У 1970 році встановлена меморіальна стела в пам'ять про загиблих односельців.
Пам'ятник на могилі увічнює імена воїнів-героїв, односельців, які віддали життя в боях під час німецько-радянської війни 1941—1945 рр.

### «Братська могила Радянських воїнів і пам'ятник односельчанам»
с. Макарівка, вул. Світу
- Рішення виконкому Донецької обласної Ради депутатів трудящих від 5 вересня 1973 р. № 18
- перебуває на балансі Старомайорського сільської ради
На завершальному етапі операції з вигнання німецьких військ з Донбасу радянським військам довелося долати опір ворога і вести запеклі бої на р. Мокрі Яли.
12 вересня 1943 р. підрозділи 301-ї стрілецької дивізії полковника
Антонова В. С. з 9-го стрілецького корпусу генерал-майора Рослого В. П. та 65-ї танкової бригади полковника Шевченко А. І. з 11-го танкового корпусу генерал-майора танкових військ Радкевича Н. Н., вийшовши несподівано на ворога на правий берег р. Мокрі Яли біля сіл Макарівка і Сторожове, після короткочасного бою переправилися через річку і звільнили село. В бою загинули три радянських воїна, ім'я одного з них не встановлено.
6 вересня 1969 р. останки воїнів перепоховали в сквер та встановлено пам'ятник.
На фронтах німецько-радянської війни смертю хоробрих полягли 61 уродженець села, серед них: механізатор колгоспу-танкіст Гайовий Ст. А., загинув в 1943 р. під Вінницею, лейтенант Панчик П. Л. загинув 4 лютого 1944 р. в Дніпропетровській обл.
Імена полеглих односельців занесені на меморіальну дошку.

### «Пам'ятник воїнам односельцям»
с. Ясна Поляна
На фронтах німецько-радянської війни в лавах радянських Збройних Сил воювали 70 уродженців х. Богатирський.
В боях смертю хоробрих полягли 16 воїнів-односельців, серед них: рядовий 208-го стрілецького полку 69-ї гвардійської стрілецької дивізії Бузивок В. К., удостоєний орденів Червоної Зірки і Слави 2-го ступеня, загинув 1 травня 1945 р. в р. Вильгельмбург; Водолазський А. Х. — учасник оборони Севастополя, нагороджений орденом Вітчизняної війни 2-го ступеня, загинув у травні 1944 р. в Криму; Касьяненко В. Р. – загинув при форсуванні Дніпра в жовтні 1943 р., нагороджений медаллю «За відвагу».
Пам'ятник встановлений в 1968 р.

### «Братська могила Радянських воїнів, невідомого солдата і пам'ятник воїнам односельцям»
с. Урожайне, вул. Центральна
- Рішення виконкому Донецької обласної Ради депутатів трудящих від 17 грудня 1969 р. № 724
- перебуває на балансі Старомайорського сільської ради
Завершуючи вигнання німців із Донецького краю, стрілецькі дивізії першого ешелону 5-ї ударної Армії генерал-лейтенанта Цвєтаєва Ст. Д. в десятих числах вересня 1943 р. на широкому фронті вийшли на правий берег р. Мокрі Яли і зав'язали запеклі бої за переправу.
12 вересня 1943 р. воїни 301-ї стрілецької дивізії полковника Антонова В. С. з 9-го стрілецького корпусу генерал-майора Рослого В. П. і 12-ї мотострілецької бригади підполковника Жарова Е. І. з 11-го танкового корпусу генерал-майора танкових військ Радкевича Н. Н., вийшовши до річки в районі х. Чапаєве (Урожайне), з ходу почали бій. Подолавши запеклий опір нацистських військ у короткочасному бою, Радянські воїни звільнили населений пункт і захопили важливі переправи через річку.
В бою загинули 11 воїнів, імена яких встановлені. У 1962 р. на братській могилі встановлено пам'ятник.
У 1975 р. з околиці села до братської могили радянських воїнів перенесені останки невідомого радянського воїна.
На фронтах німецько-радянської війни загинуло 25 уродженців села, серед них: механізатори Бігали В. К., Бігали П. К., полеглі в 1941 р. при обороні Одеси, робітники радгоспу Еня М. Р., Еня Р. М., Овчаренко Н. Т., Жадан А. Р. та ін
Імена полеглих односельців занесені на меморіальну дошку.
У 1975 р. встановлена меморіальна плита невідомому воїну.

### «Братська могила борців за Радянську владу»
с. Комар
Наприкінці 1919 — на початку 1920 рр. махновські загони активізували збройні виступи проти радянської влади, перейшли до відкритих бойових дій проти частин Червоної Армії.
У січні 1920 р. махновські загони влаштували засідку проти червоногвардійського загону, що проходив через з. Комар. Маючи велику перевагу в силах, махновці в короткочасному бою оточили загін і полонили всіх червоноармійців. Привівши бійців загону до стодоли, махновці знищили радянських військовиків. Понад 75 бійців і командирів загону полягли від куль і шабельних ударів махновців. Серед них відомий один — комісар Волков.
Після відходу махновців з села місцеві жителі поховали полеглих бійців на кладовищі, де в 1964 р. встановлено пам'ятник

### «Братська могила Радянський воїнів і пам'ятник воїнам односельчанам»
с. Шахтарське
Для прискорення вигнання німців із населених пунктів Донбасу, а також з метою оточення противника, збирання розвідувальних даних в тилу ворога нерідко висаджувались повітряні десанти. Здійснювала цю висадку військово-транспортна авіадивізія гвардії полковника Ш. Л. Чанкотадзе.
10 вересня над лісом поблизу с. Шахтарське і Новоукраїнка було скинуто повітряний десант. Чотири десантники приземлились біля х. Богатирський, але невдовзі були виявлені нацистами й загинули у нерівному бою. Серед загиблих відомий один — молодший сержант Донадзе М. С.
28 вересня загиблих воїнів перепоховали в центр хутора. В травні останки воїнів перенесені у центр с. Шахтарське, і  встановлено пам'ятник.
На фронтах війни загинули 56 жителів села, серед них: слюсар МТС Армяновський А. Б., загинув при вигнанні нацистів із Польщі; ветлікар Гуляев П. Ф., загинув 8 липня під Бєлгородом; капітан Чебаненко А. И., загинув 9 грудня при визволення Білорусі, ветлікар Палій П. А. — санітар 243-го окремого медико—санітарного батальйону, загинув 27 вересня в боях за Польщу.

### «Братська могила Радянських воїнів і пам'ятник односельчанам»
с. Старомайорск, вул. Кооперативна
- Рішення виконкому Донецької обласної Ради депутатів трудящих від 17 грудня 1969 р. № 724
- перебуває на балансі Старомайорської сільської ради
12 вересня 1943 р. війська 301-ї стрілецької дивізії полковника Антонова В. С. з 9-го стрілецького корпусу генерал-майора Рослого В. П. при взаємодії з воїнами 36-ї танкової бригади полковника Жарикова І. А. і 12-ї мотострілецької бригади підполковника Жарова Е. І. з 11-го танкового корпусу генерал-майора танкових військ Радкевича Н. Н., вийшовши до н. Мокрі Яли у с. Старомайорск, після короткочасної артилерійської підготовки почали штурм водної перешкоди. Після тривалого і запеклого бою, сильно укріплена лінія оборони противника була прорвана. 1-й танковий батальйон 36-ї танкової бригади під командуванням капітана Лейкова А. Л., форсувавши річку, першим приніс звільнення жителям села. В бою загинуло 50 Радянських воїнів. Встановлені імена 18-ти полеглих бійців.
На могилі полеглих воїнів Радянської Армії 29 листопада 1962 р. встановлено пам'ятник.
На фронтах Великої Вітчизняної війни загинули 110 воїнів-односельців, серед них: учень Староигнатьевского сільгосптехнікуму-старший лейтенант Зубатенко В. М., загинув 26 серпня 1943 р. в боях на Курській дузі, старшина 19-го повітряно-десантного гвардійського стрілецького полку Болбат Д. І., загинув 4 грудня 1944 р. в Угорщині, лейтенант 39-го стрілецького полку Гуртовий В. І., загинув 7 грудня 1943 р. в Гомельській обл.
Імена полеглих воїнів-односельців занесені на меморіальну стелу.
У 1965 р. встановлено 14 тумб з іменами полеглих воїнів-визволителів.

### «Братська могила Радянських воїнів»
вул. Шевченка
- Рішення виконкому Донецької обласної Ради депутатів трудящих від 5 вересня 1973 р. № 18
- перебуває на балансі Старомлиновської сільської ради.
12 вересня 1943 року частини 12-ї гвардійської кавалерійської дивізії полковника Григоровича в. І. з 5-го гвардійського Донського кавалерійського корпусу генерал-лейтенанта Селіванова А. Р., вийшовши до н. Мокрі Яли у с. Старий Керменчик, з ходу почали бої за переправи. Зав'язався завзятий бій. Нацисти, створивши тут потужний оборонний вал із застосуванням артилерії, протягом деякого часу утримували радянські частини. З підходом до села через кілька годин 36-ї танкової бригади полковника Жарикова І. А. з 11-го танкового корпусу генерал-майора танкових військ Радкевича Н. Н. потужність наступу радянських військ значно зросла. Під натиском сталі та вогню ворог не витримав і почав відступати. Радянські танки з десантниками на броні увірвалися в село і до вечора вигнали звідти німців. Було захоплено 80 автомашин, 11 гармат, склад боєприпасів і продовольства, врятовано 4 тис. громадян, що їх нацисти готували для відправки в Німеччину.
В бою загинуло близько 250 бійців. Після звільнення в селі був розміщений польовий військовий госпіталь, номер якого не встановлено. У наступні дні від бойових поранень в ньому померли близько тисячі радянських воїнів. Полеглі на полі бою, померли від ран в госпіталі воїнів поховано у братській могилі на кладовищі. Встановлені імена 198 загиблих воїнів. Пам'ятник встановлено в 1955 році.

### «Братська могила Радянських воїнів, невідомого солдата і пам'ятник воїнам односельцям»
с. Урожайне, вул. Центральна
- Рішення виконкому Донецької обласної Ради депутатів трудящих від 17 грудня 1969 р. № 724
- перебуває на балансі Старомайорської сільської ради
Завершуючи вигнання німців із Донецького краю, стрілецькі дивізії першого ешелону 5-ї ударної Армії генерал-лейтенанта Цвєтаєва Ст. Д. в десятих числах вересня 1943 р. на широкому фронті вийшли на правий берег р. Мокрі Яли і зав'язали запеклі бої за переправу.
12 вересня 1943 р. воїни 301-ї стрілецької дивізії полковника Антонова В. С. з 9-го стрілецького корпусу генерал-майора Рослого В. П. і 12-ї мотострілецької бригади підполковника Жарова Е. І. з 11-го танкового корпусу генерал-майора танкових військ Радкевича Н. Н., вийшовши до річки в районі х. Чапаєве (Урожайне), з ходу почали бій. Подолавши запеклий опір німецьких військ у короткочасному бою, Радянські воїни звільнили населений пункт і захопили важливі переправи через річку.
В бою загинули 11 воїнів, імена яких встановлені. У 1962 р. на братській могилі встановлено пам'ятник.
У 1975 р. з околиці села до братської могили радянських воїнів перенесені останки невідомого солдата.
В боях німецько-радянської війни загинуло 25 уродженців села, серед них: механізатори Бігали В. К., Бігали П. К., полеглі в 1941 р. при обороні Одеси, робітники радгоспу Еня М. Р., Еня Р. М., Овчаренко Н. Т., Жадан А. Р. та ін
Імена полеглих односельців занесені на меморіальну дошку.
У 1975 р. встановлена меморіальна плита невідомому воїну.
Також в районі знаходяться охоронні природні території

### «Нескученський ліс»
Ландшафтний заказник місцевого значення. Знаходиться у Великоновосілківському районі Донецької області, біля с. Нескучне Великоновосілківської селищної ради, по лівому берегу р. Мокрі Яли. Статут заказника надано рішенням облвиконкому № 276 від 27 червня 1984 р. Входить у Великоанадольский держлісгосп. Площа заказника складає 16 га.
Ліс росте на вигині річки. Берег пологий. Підлісок густий. Тут ростуть клен польовий, клен татарський.
Ліс було висаджено за розпорядженням російського суспільного та просвітницького діяча Миколи Олександровича Корфа, біля його дачі. Зараз в цій дачі знаходиться музей Немировича-Данченко.
Назва «Нескученский лес» була дана на честь московського Нескучненського саду Володимиром Івановичем Немировичем-Данченко, який був власником садиби Корфа після його смерті.

### «Дубові насадження»
Комплексний пам'ятник природи місцевого значення. Знаходиться у Великоновосілківському районі Донецької області. Статут пам'ятника природи наданий рішенням Донецького обласного виконкому № 310 від 21 червня 1972 р. Площа пам'ятника природи — 5,2 га.
Уособлює собою дубові насадження штучного походження, вік яких перевищує шістдесят років.
З об'єктом «Дубові насадження» працюють Великоанадольский лісгосп і Майорське лісництво.

### «Новосілківський»
Ентомологічний заказник місцевого значення. Знаходиться у Великоновосілківському районі Донецької області поблизу смт Велика Новосілка. Статут заказника наданий рішенням облвиконкому № 652 від 17 грудня 1982 р. Площа — 3 га. В Новосілківському закапзнику гніздяться дикі бджоли.

### «Балка північна»
Ботанічний заказник місцевого значення. Знаходиться у Великоновосілківському районі Донецької області біля с. Времівка. Статут заказника надано рішенням облвиконкому № 7 від 9 січня 1991 р. Площа — 12га. На території заказника ростуть 200 видів рослин, з них занесені в Червону книгу України — васильок Талієва, ковила Лессінга, ковила волохата.

### «Балка орлинська»
Ботанічний заказник місцевого значення. Знаходиться біля с. Орлинське Великоновосілківського району Донецької області. Статут заказника призначено рішенням облвиконкому № 7 від 9 січня 1991 р. Площа — 9 га. На території заказника ростуть рідкісні, для південного сходу України, види рослин, дві з яких занесені в Червону книгу України — Ковила Лессінгу, Ковила волохата.

### «Щуча заводь»
Ландшафтний заказник місцевого значення. Знаходиться у Великоновосілківському районі Донецької області поміж с. Ялта і Запоріжжя. Статут заказника наданий рішенням Донецької обласної ради від 11 вересня 2000 р. № 3/15 — 353. Площа — 27 га. Територія заказника — типове для цієї місцевості водно — болотяне угіддя.
"БАЛКА ПІВНІЧНА" - ботанічний заказник місцевого значення. Знаходиться у Великоновосілківському районі Донецької області біля  с. Времівка. Статут заказника надано рішенням облвиконкому № 7 від 9 січня 1991 р. Площа –. На території заказника ростуть 200 видів рослин, з них занесені в Червону книгу України – Васильок  Талієва, Ковила Лессінгу, Ковила волохата.

### Пам’ятник №3147 «Могила воїна-афганця молодшого сержанта Каніщева Віктора Олексійовича»
вул.Шевченка с.Старомлинівка
- Розпорядження Донецької обласної державної адміністрації від 14.07. 1993 р.
- знаходиться на балансі Старомлинівської сільської ради
Молодший сержант Каніщев Виктор Олексійович народився 7 серпня 1962 р. в с. Старомлинівка Великоновосілківського району Донецької області, росіянин. Після закінчення 8 класів Старомлинівської СШ №1 в 1978 р. поступив в СПТУ № 41 м. Селідове. В 1980 р., закінчив училище, Віктор працював машиністом гірничовийомочних машин на шахті «Горняк» (м. Селідове).
14 квітня 1982 р. він був призваний на дійсну військову службу Селідовським РВК і направлений в учбовий підрозділ в м. Ашхабад.
24 вересня 1982 р. він направляється в Афганістан в м. Джабаль-Усарадж.
8 травня 1983 р. Каніщев В.О. був тяжко поранений осколками гранати і помер від поранень.
В 1984 р. на його могилі було встановлено пам’ятник.
Прізвищем Віктора названа вулиця в с. Старомлинівка.
№ 843 Братська могила мирних громадян, червоноармійців, невідомого Радянського воїна і пам’ятник воїнам односельцям
с. Андріївка
Літом 1919 р. Під час окупації села Денікінцями були розстріляні 10 місцевих активістів Радянської влади, серед них Телипайло П. Н., Удод Є. Я., Лєсной М. К., Федоренко С. С.
19 травня 1920 р. у села в бою з махновцями загинули 50 червоноармійців зі складу 7-ї Самарської ім. Англійського пролетаріату кавалерійської дивізії 11-ї окремої армії. Серед загиблих – командир червоногвардійського загону Єршов і комісар загону Бочинков.
Під час визволення села 9 вересня 1943 р. частинами 34-ї гвардійської стрілецької диівізії гвардії полковника Брайляна Ф. В. з 31=го гвардійського стрелкового корпусу генерал–майора Утвенко А. І. загинув один воїн, имя якого не встановлено.
Всі загиблі поховані в братській могилі, де в 1962 р. відкрито пам’ятник.
На фронтах німецько-радянської війни смертю хоробрих загинули 376 воїнів–односельців, серед яких: старший лейтенант Пилипенко П. А., загинув 1 червня 1944 р. у селі Пекарі Сумської області; лейтенант Чепак Ф. А., загинув 24 березня 1943 р. у с. Сергіївка Орловської обл.; молодший сержант Назаренко Ф. І., загинув 26 березня 1944 р. у с. Водяне Миколаївської обл.

## Культура
У Великоновосілківському районі знаходяться 32 клуби, районний культурно-оздоровчий комплекс та 28 бібліотек.

## Політика
25 травня 2014 року відбулися Вибори Президента України. У межах Великоновосілківського району було створено 49 виборчих дільниць. Явка на виборах складала — 18,83 % (проголосували 6 042 із 32 081 виборців). Найбільшу кількість голосів отримав Петро Порошенко — 44,55 % (2 692 виборців); Сергій Тігіпко — 17,06 % (1 031 виборців), Юлія Тимошенко — 10,59 % (640 виборців), Анатолій Гриценко — 5,73 % (346 виборців). Решта кандидатів набрали меншу кількість голосів. Кількість недійсних або зіпсованих бюлетенів — 3,06 %.

## Транспорт
Територією району проходять такі автошляхи: Н15, Т 0509, Т 0515 та Т 0518. Залізничне сполучення відсутнє.